# Arnøya
Arnøya (en Kvène Aartnansaari, en Nordsamisk Árdni ) est une île du comté de Troms, sur la côte de la mer de Norvège. L'île fait partie la municipalité de Skjervøy. Avec une superficie de 276 km2, elle est la 15ème plus grande île de Norvège

## Description
Il existe des liaisons régulières par ferry vers l'île depuis les îles voisines de Laukøya et Kågen, mais il n'y a pas de liaisons routières vers l'île. L'église d'Arnøy est située sur la rive sud de l'île.
Les villages d'Årviksand, Arnøyhamn, Akkarvik et Lauksletta sont situés sur l'île. L'île de Laukøya est située juste à l'est, Skjervøya et Kågen sont au sud-est et Vannøya est à l'ouest.
L'Ullsfjorden (en) se trouve à l'ouest, le fjord de Lyngen se trouve au sud, le fjord de Kvænangen se trouve à l'est.
Les Alpes de Lyngen sont situées au sud d'Arnøya et sont un endroit populaire pour les skieurs extrêmes. Arnøya devient également une destination de ski populaire.

## Galerie

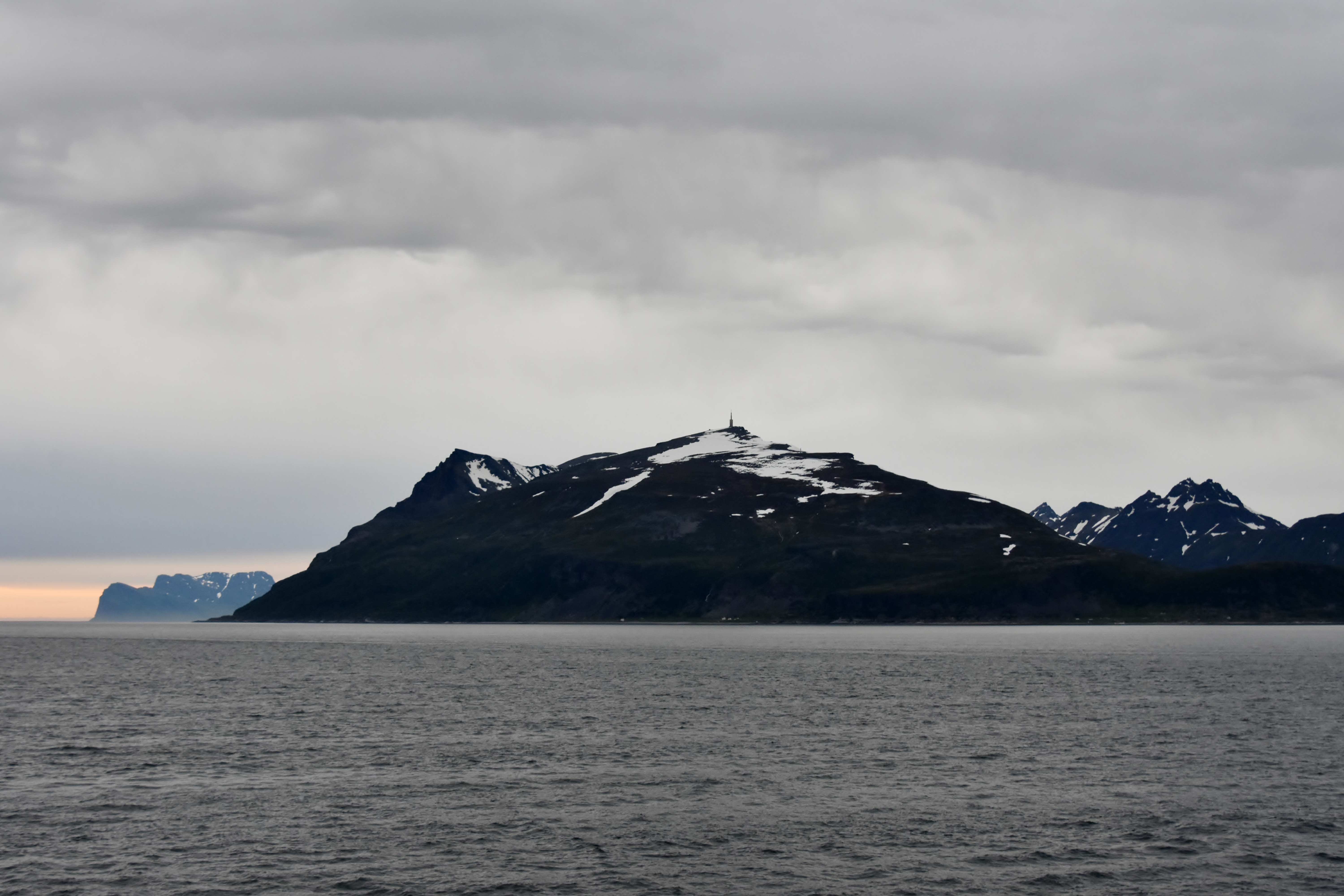
Arnoya
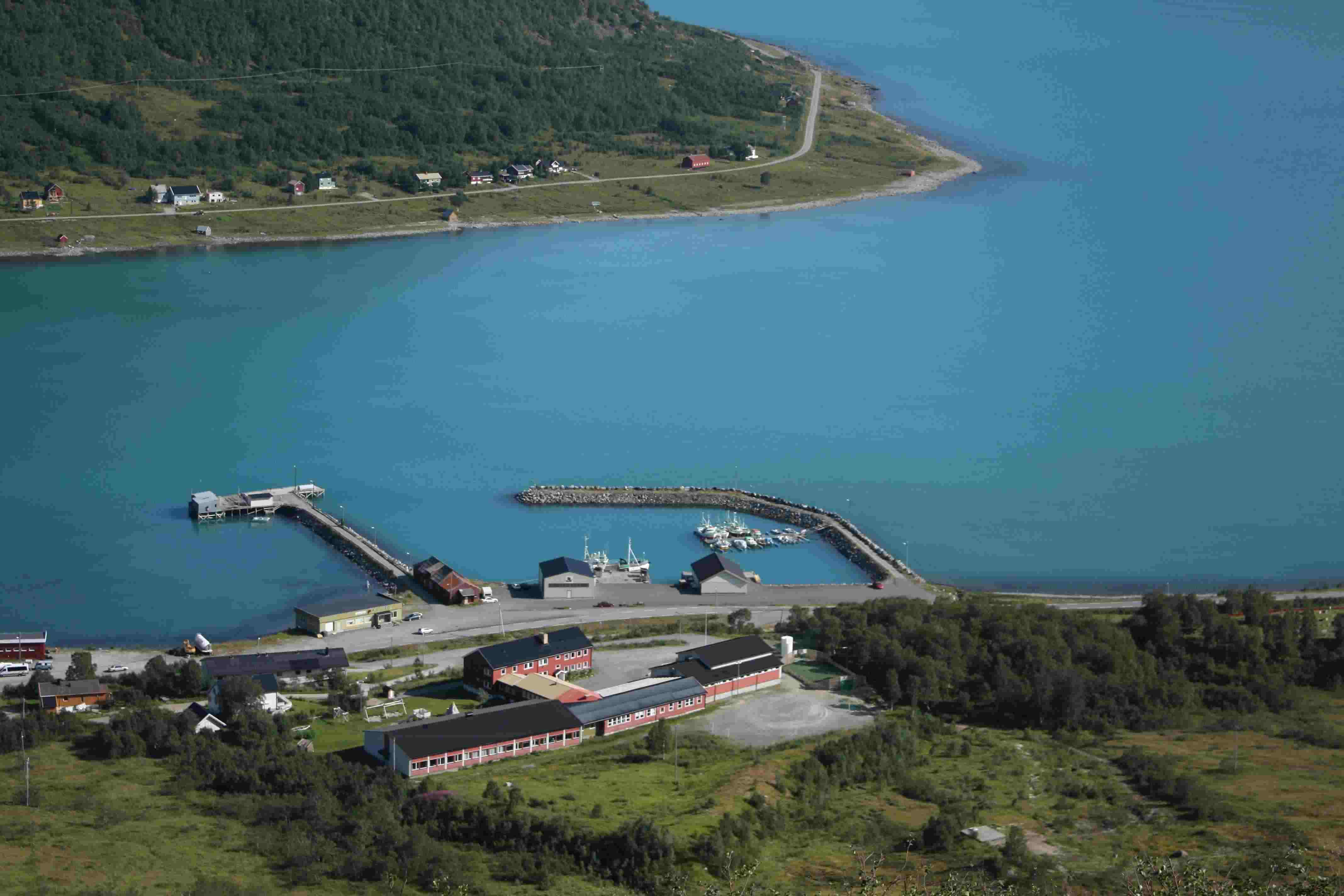
Arnøyhamn